# Congresul de la Aix-la-Chapelle (1818)

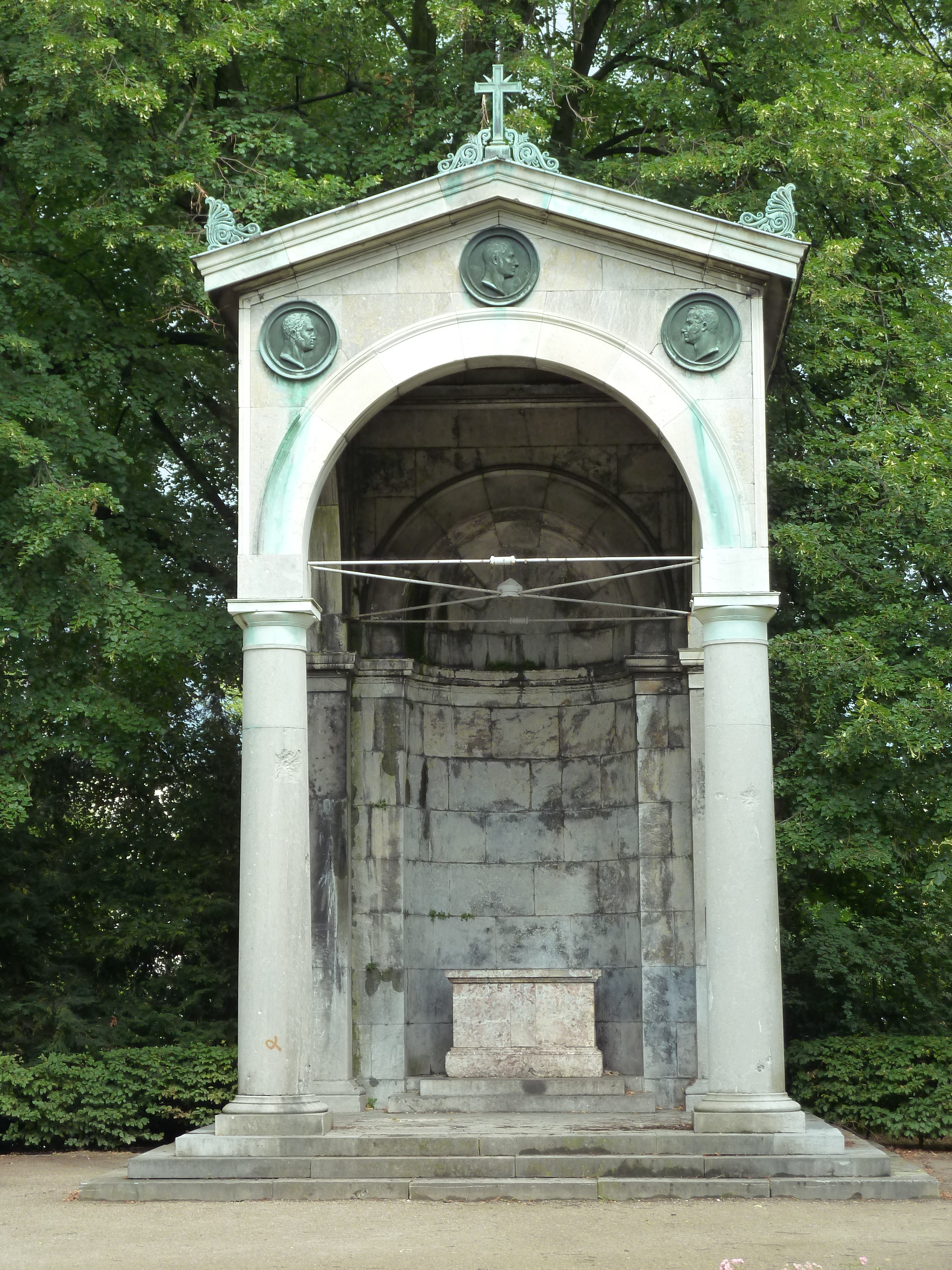
Monument al Congresului din Aachen

Congresul de la Aix-la-Chapelle din toamna anului 1818 a fost o întâlnire diplomatică la nivel înalt dintre reprezentanții Franței și cei ai celor patru puteri aliate învingătoare în Războaiele Napoleoniene încheiate cu trei ani în urmă – Regatul Unit, Austria, Prusia și Rusia. Scopul acestei întâlniri a fost negocierea retragerii armatelor de ocupație din Franța și renegocierea despăgubirilor pe care le datora aceasta. Rezultatul a fost o înțelegere amiabilă, Franța și-a refinanțat debitul pentru despăgubiri, iar aliații și-au retras trupele în câteva săptămâni.
Congresul a fost parte a seriei de conferințe din cadrul Concertului European. 
Ocupația a fost încheiată din punct de vedere oficial la conferință pe 30 septembrie 1818. Evacuarea a fost completă până pe 30 noiembrie. Reprezentantul francez ducele de Richelieu a reușit să obțină pentru țara sa statutul de partener cu drepturi depline în cadrul sistemului Congresului și statutul de putere europeană a Franței a fost reconfirmat. 
Din punct de vedere financiar, Franța fusese obligată inițial să plătească 700 de milioane de franci în rate semestriale, timp de cinci ani. Când au început lucrările congresului, Franța își plătise corect toate obligațiile. Mai rămăseseră de plătit 332 de milioane de plată, iar francezii s-au oferit să plătească 265 de milioane. Dintre acestea, 100 de milioane de franci puteau fi plătite sub formă de obligațiuni franceze purtătoare de dobândă, iar restul în tranșe către băncile engleze.
Principala realizare a Congresului a încheierea definitivă a epocii marilor războaie din 1792-1815.  Au fost încheiate toate pretențiile împotriva Franței și iar Franța a fost primită ca membru egal și deplin al Concertului celor Patru, care acum era compus din Cinci Puteri. Cele patru puteri și-au înnoit în secret angajamentele, dar aceasta a fost o decizie fără consecințe practice. Interesele celor patru au fost divergente în perioada care a urmat, fiind înregistrate poziții diferite față de problemele din Italia, America de Sud și Grecia.

## Delegații
Congresul a fost convocat la Aachen (Aix-la-Chapelle) pe 1 octombrie și la prima sa sesiune au participat împăratul Alexandru I al Rusiei, împăratul  Francisc I al Austriei și regele Frederic Wilhelm al III-lea al Prusiei. Regatul Unit a fost reprezenta de Lord Castlereagh și ducele de Wellington, Austria de prințul Metternich, Rusia de conții Kapodistrias si Nesselrode, Prusia de prințul Hardenberg și contele Bernstorff. Prezența ducele de Richelieu a fost acceptată de aliați și a reprezentat al Franței. Membri ai familiei de bancheri Rothschild au fost implicați foarte activ în desfășurarea Congresului.

## Tratatul de retragere
Asupra subiectului evacuării trupelor de ocupație din Franța s-a căzut de acord în principiu în timpul primei sesiuni, tratatul cu prevederea corespunzătoare fiind semnat pe 9 octombrie. Obiectivul imediat al conferinței fiind atins, timpul rămas la dispoziție a fost folosit pentru discutarea formei pe care trebuia să o ia alianța europeană și a posibilelor „măsuri militare” necesare în cazul în care ar fi avut loc o nouă agresiune din partea Franței. Propunerea împăratului Alexandru I pentru formarea unei „uniuni universale de garanție” pe baza largă a Sfintei Alianțe a fost respinsă după multe discuții din cauza opoziției intransigente a britanicilor. Principalul rezultat al congresului a fost semnarea pe 15 noiembrie a două înțelegeri:
1. un protocol secret prin care se reînnoia Cvadrupla Alianță înființată prin tratatele  Chaumont și Paris împotriva Franței;
2. o declarație publică de intenție a merilor puteri pentru menținerea alianței lor, „întărită de legăturile frăției creștine”,[1], care avea să aibă ca obiectiv principal menținerea păcii pe baza respectării tratatelor internaționale.

Protocolul secret a fost adus la cunoștința lui Richelieu în mod neoficial. Franța a fost invitată în mod oficial să adere la declarația publică comună.

## Alte discuții
Împăratul Rusiei a propus semnarea unui tratat complet nou, care să includă toți semnatarii tratatelor de la Viena, prin care să fie apărate suveranitatea, integritatea teritorială și păstrarea formelor de guvernare ale statelor membre ale acestei noi coaliții. Țarul a propus în continuare crearea unei armate internaționale, având ca nucleu armata rusă, care să asigure toate resursele necesare intervenției în orice țară. Castlereagh, reprezentantul Regatului Unit, a considerat aceasta ca un angajamente de neconceput față de politicile reacționare. El s-a arătat îngrozit de ideea unor armate ruse mărșăluind prin Europa pentru înăbușirea unor revolte populare. În plus, el nu dorea să permită includerea în înțelegerile inițiale a țărilor mici, care ar fi creat, după părerea lui, condiții pentru intrigi și confuzii. În final, Regatul Unit a refuzat să participe la inițiativa rusă, așa că ideea a fost abandonată. 
Delegații au discutat mai multe probleme rămase nesoluționate de Congresul de la Viena, sau probleme noi, apărute după încheierea acestuia. Cea mai importantă a fost adoptarea unor metode pentru suprimarea comerțului internațional cu sclavi și a activității piraților din Africa de Nord (Coasta barbară). Nu a fost luată nicio decizie în niciunul dintre cele două subiecte, în principal datorită refuzului celorlalte puteri să fie de acord cu propunerea britanică pentru dreptul reciproc de percheziție a vaselor care navigau în apele internaționale și datorită temerilor englezilor legate de prezența vaselor rusești în Marea Mediterană.
Au existat alte probleme mai puțin importante, pentru care a existat o convergență de opinii. 
- Regele Danemarcei, Carol al XIV-lea Ioan al Suediei, a primit o citație imperativă pentru îndeplinirea prevederilor Tratatului de la Kiel; [4]
- Petiția prințului elector de Hesse, care cerea recunoașterea lui ca rege a fost respinsă în mod unanim.
- Au fost convenite măsuri pentru rezolvarea nemulțumirilor  principilor germani care își pierduseră privilegiile în timpul restructurării Sfântului Imperiu Roman din 1802-1814.[4]
- Au fost discutate probleme de mai mică importanță precum modul în care era tratat Napoleon în insula Sfânta Elena, nemulțumirile supușilor din Monaco față de prinț, sau tratamentul aplicat evreilor din Austria și Prusia.[4]

Încercarea de  introducere pe ordinea de zi a unui subiect legat de coloniile spaniole a fost respinsă de opoziția britanicilor. 
Alte probleme importante, nerezolvate din Germania, ca de exemplu ordinea de succesiune în Baden, au fost amânate pentru o conferință viitoare, care urma să fie convocată în Frankfurt pe Main.

## Aprecieri critice
Congresul, care s-a încheiat la sfârșitul lunii noiembrie, are o mare importanță istorică. Congresul a marcat cel mai înalt nivel al eforturilor făcute în secolul al XIX-lea pentru guvernarea Europei de către un comitet internațional al puterilor continentale. Studiul detaliat al lucrărilor sale este foarte instructiv în dezvăluirea obstacolelor aproape insurmontabile pe care a trebuit să le depășească în practică oricare sistem diplomatic internațional până la crearea Ligii Națiunilor după prima conflagrație mondială.

## Participanții la Congres

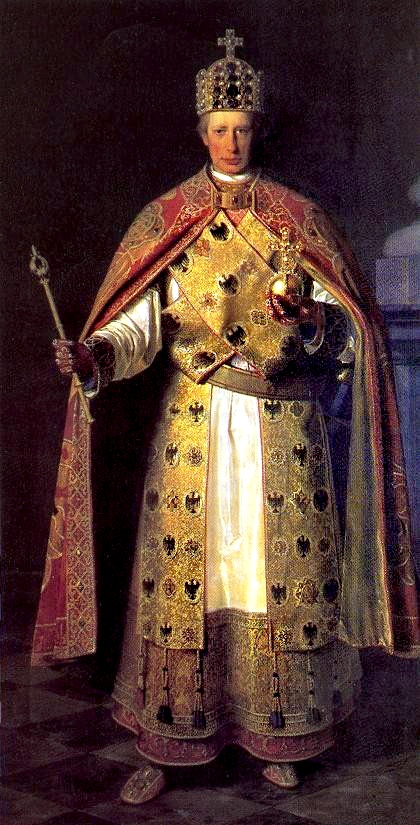
împăratul Francisc I al Austriei
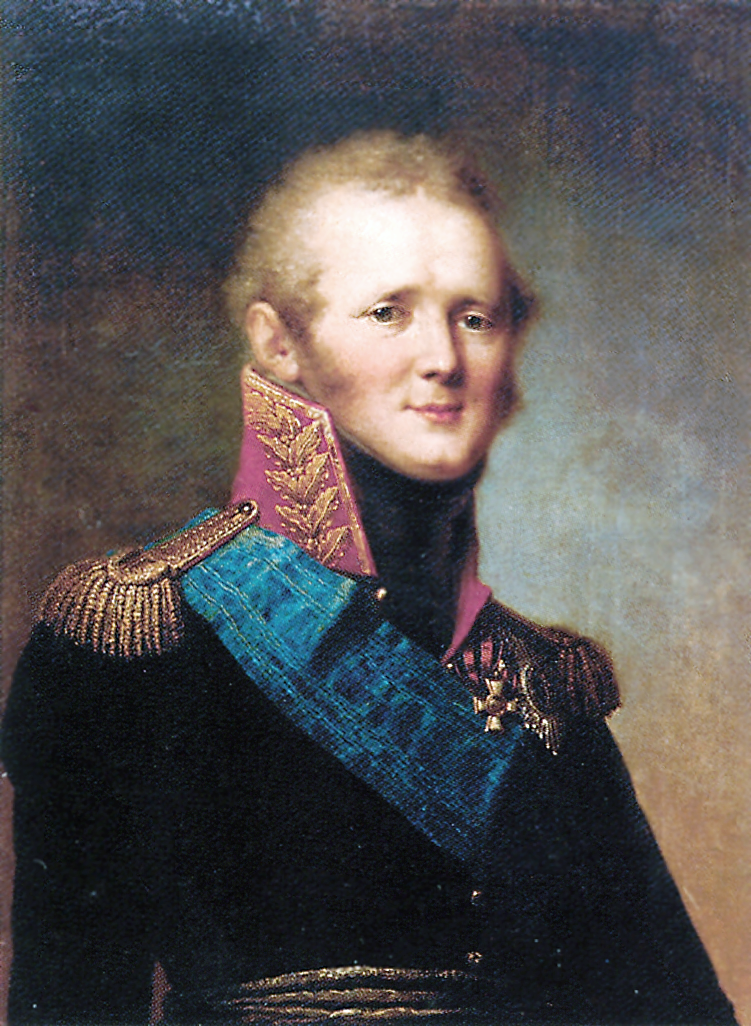
împăratul Alexandru I al Rusiei
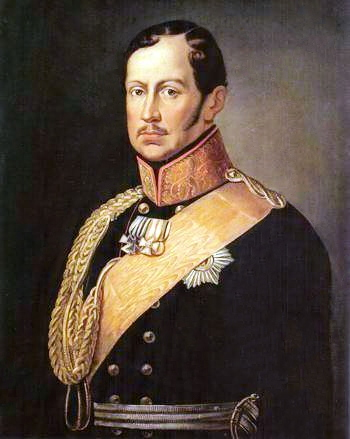
regele Frederic Wilhelm al III-lea al Prusiei
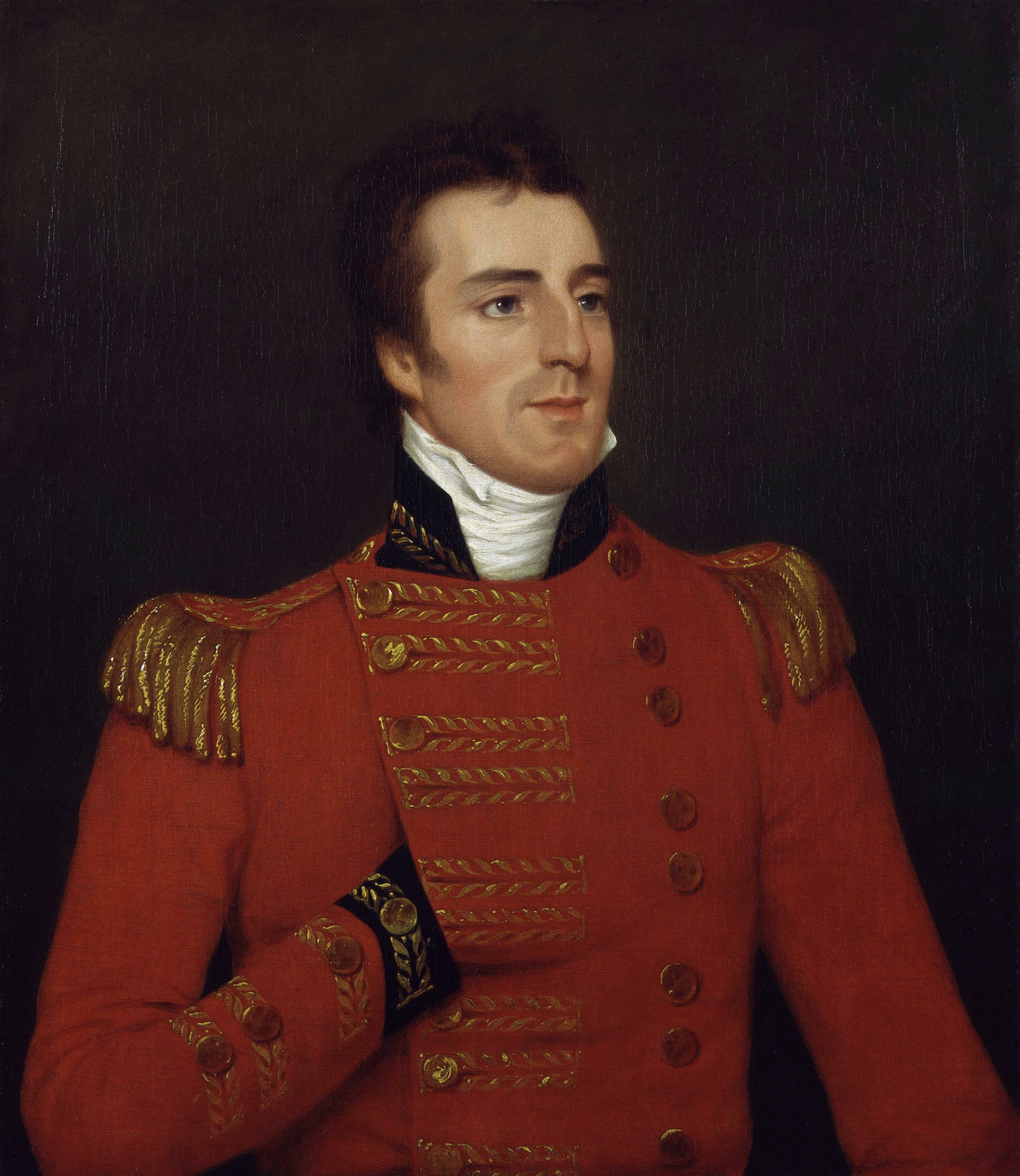
ducele de Wellington (Regatul Unit)
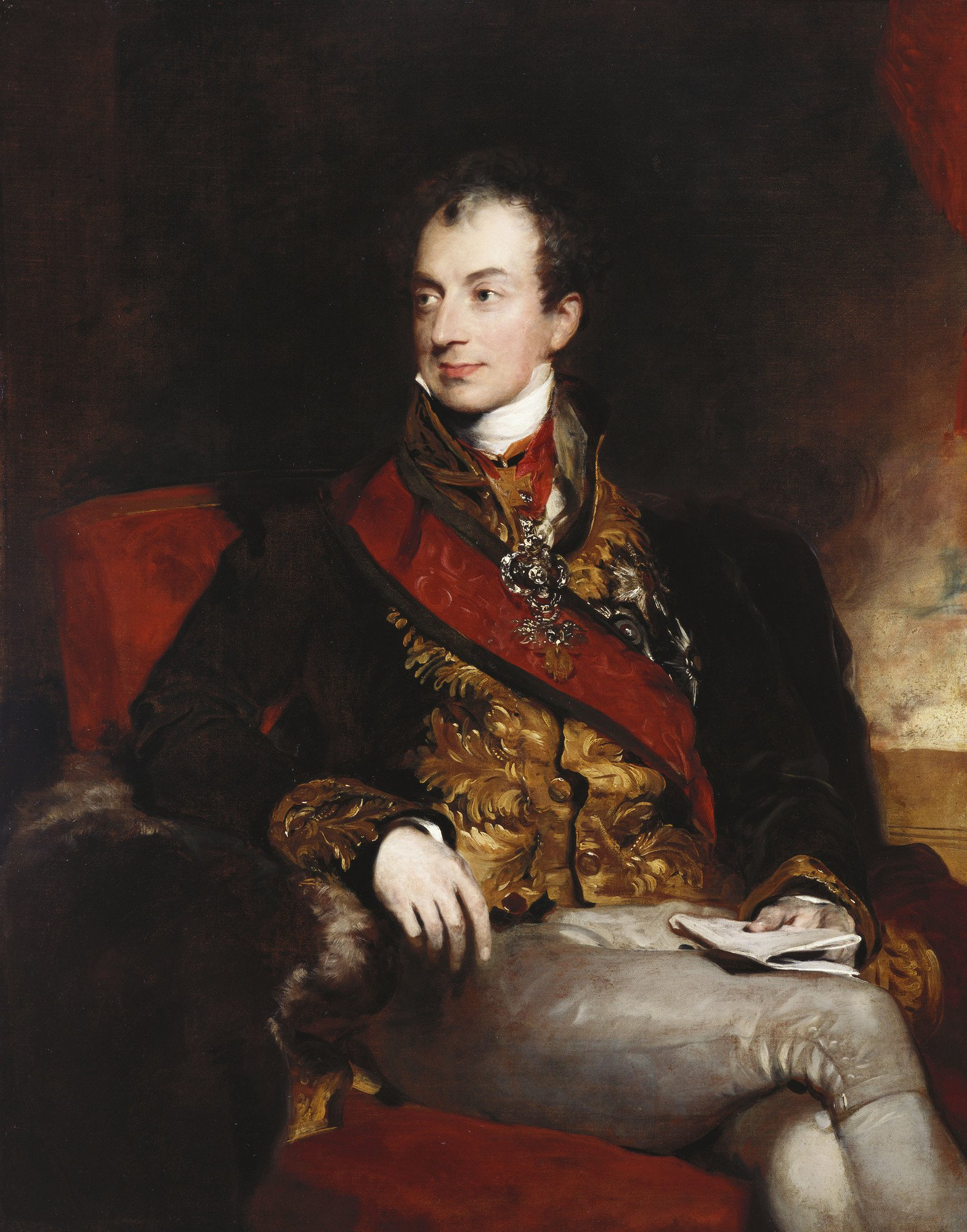
prințul Metternich (Austria)
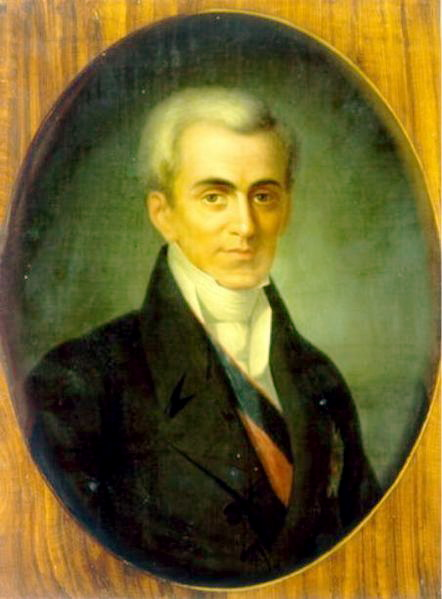
contele Kapodistrias (Rusia)
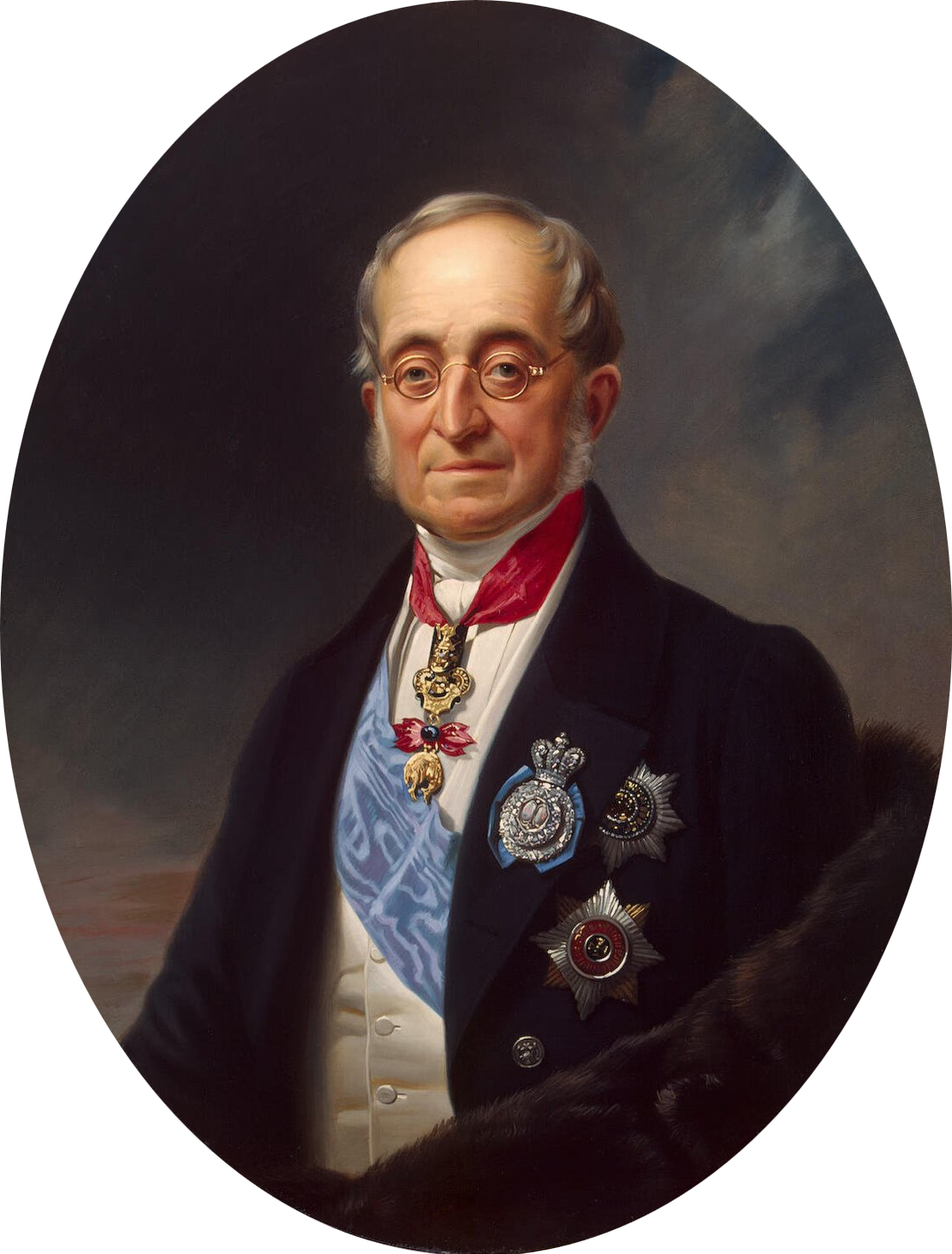
contele  Nesselrode (Rusia)
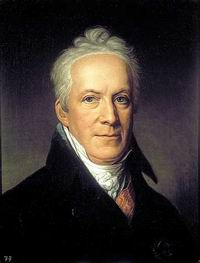
prințul  Hardenberg (Prusia)
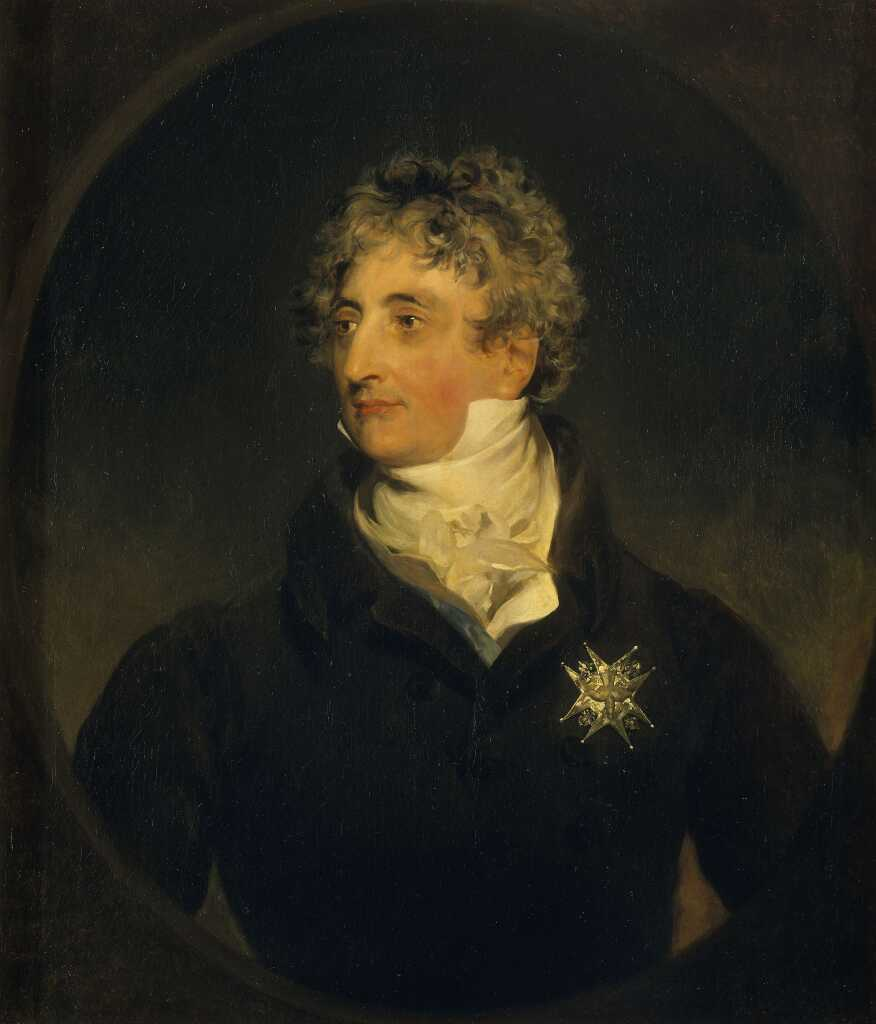
ducele de Richelieu (Franța)

## Vedeți și
- Relațiile internaționale dintre Marile Puteri (1814–1919)